# Croix-Caluyau
Croix-Caluyau és un municipi francès, situat a la regió dels Alts de França, al departament del Nord. L'any 2006 tenia 219 habitants.

## Demografia
| 1962                                       | 1968 | 1975 | 1982 | 1990 | 1999 |
| ------------------------------------------ | ---- | ---- | ---- | ---- | ---- |
| 253                                        | 262  | 248  | 220  | 216  | 213  |
| Des de 1962: població sense dobles comptes |      |      |      |      |      |

## Administració
| Període | Identitat        | Partit |
| ------- | ---------------- | ------ |
| 2001-   | Elisabeth Pruvot |        |